# Samo Tomášik
Samuel Tomášik (Jelšavská Teplica, 8. veljače 1813. – Chyžné, 10. rujna 1887.) je slovački pjesnik i prozaik.
Poznat je kao autor panslavenske budnice »Hej, Slováci« (1834.), koja je s izmijenjenim naslovom i stihovima bila svečanom pjesmom SFRJ (od 1943.), himnom SFRJ (od 1977. privremenom himnom, a od 1988. konačnom). Služila je i kao himna SR Jugoslavije, te Državne Zajednice Srbija i Crna Gora (do 2006.). U Slovačkoj je to domoljubna pjesma, koja za Slovake ima značaj druge himne.
Školovao se u Jelšavi i Gemeru, gimnaziju je pohađao u Rožňavama, a studije je kasnije nastavio u Kežmaroku, Krakówu i Wieliczki. Prije nego što je završio studije podučavao je dvije godine u Bánrévema, ali kada mu se razbolio otac vratio se doma, da bi nakon očeve smrti postao evangelički vikar u Chyžnéu. 

## Značajnija djela
- 1888. – Básně a písně, zbirka basni i pjesama
- 1834. – Hej, Slováci himna
- 1846. – Hladomra, proza (legenda)
- 1864. – Bašovci na Muránskom zámku, priče
- 1865. – Sečovci, veľmoži gemerskí, priče
- 1867. – Vešelínovo dobytie Muráňa, priče
- 1870. – Odboj Vešelínov, priče
- 1873. – Malkotenti, priče
- 1876. – Kuruci, priče
- 1872. – Pamäti gemersko-malohontské, Povijest Gemera
- 1883. – Denkwürdigkeiten des Muranyer Schlosses, mit Bezug auf die Vaterländische Geschichte, Povijest dvorca Muran
- Barón Trenck, nezavršena novela, samo rukopis
- Svadba pod Kohoutem, drama, samo rukopis
- Kolo Tatier čierňava, revolucionarna pjesma
- Hej, pod Kriváňom nacionalistička pjesma
- Ja som bača veľmi starý